# أبراهام غارسيا
أبراهام غارسيا هو مدرب كرة قدم إسباني، ولد في 11 يناير عام 1974. كان والده هغارسيا، خوانخو، مدربًا أيضًا، وقد قاد فرقًا مثل ريال مدريد كاستيا، ونادي تنريفه ب، ورايو فايكانو في دوري الدرجة الثانية. ولكنه توفي في 23 مايو 1987 بعد إصابته بأزمة قلبية.

## مسيرته كمدرب
وُلد في مدريد وبدأ مسيرته التدريبية في ناديه المحلي المتواضع CD إسكولابيوس ألكالا وهو في سن السادسة عشر، بينما كان أيضًا يلعب في أكاديمية النادي. بعد ذلك، انضم إلى CF رايو ماجاداهوندا، حيث عمل في فئات الشباب المختلفة قبل أن ينضم إلى أتلتيكو مدريد في 1998 ويُعين مدربًا لفريق كاديتي أ. تم تعيين غارسيا مدربًا لفريق جوفينيل أ في أتلتيكو مدريد في عام 2000، وكان آخر مدرب يعمل مع فرناندو توريس قبل انطلاق مسيرته الاحترافية. وقد أشار توريس إلى جارسيا باعتباره واحدًا من أبرز المدربين في مسيرته. وفي 2003، تم تعيينه مدربًا للفريق الثالث في الدوري الإسباني الدرجة الرابعة.
في عام 2004، انتقل غارسيا إلى جاره ريال مدريد، حيث تم تعيينه مدربًا للفريق الثالث في الدرجة الرابعة أيضًا. حيث غادر النادي في يوليو 2007 ليعود مباشرة إلى أتلتيكو مدريد ليتولى تدريب الفريق الرديف في دوري الدرجة الثانية ب. ثم غادر أتلتيكو في 2009، وبقي دون فريق لمدة عام تقريبًا قبل أن يتم تعيينه مدربًا لفريق مونتانيروس CF في 19 يونيو 2010. تمت إقالته في 13 يناير 2011، ليتم تعيينه مدربًا لفريق اتحاد إستيبونا CF في أبريل 2012. بعد أن فشل في الحصول على الترقية في البلاي أوف بعد شهرين، غادر النادي. وفي 21 يونيو 2012، تم تعيين غارسيا مدربًا لفريق CD توليدو الذي هبط مؤخرًا إلى الدرجة الرابعة. بعد أن قاد الفريق للترقية إلى الدرجة الثالثة، حيث انتقل إلى الصين لتدريب فريق يينتشوان هيلاشان إف سي الذي تم تأسيسه حديثًا. غادر النادي في نهاية موسم 2014 في دوري الصين الدرجة الثانية.
وفي 29 يوليو 2015، انتقل إلى هونغ كونغ حيث تم تعيينه مدربًا لفريق كيتشي إس سي في الدوري الممتاز. حيث استقال في 5 مارس من العام التالي، وعاد إلى بلاده ليتم تعيينه مدربًا لفريق خيمنستيكا سيغوفيانا CF في 22 يونيو 2016. حيث قاد غارسيا الفريق الكاستيليوني إلى العودة إلى الدرجة الثالثة بعد غياب دام خمس سنوات، لكنه لم يتمكن من تجنب هبوط الفريق لاحقًا، وغادر في 21 مايو 2018. بعد ذلك، بدأ العمل مع اتحاد مدريد لكرة القدم كمدرب للفريق تحت 18 عامًا.